# Église Saint-Martin de La Capelle
Pour les articles homonymes, voir Église Saint-Martin.
L'église Saint-Martin de La Capelle est une église catholique romaine située sur le territoire de la commune de La Canourgue, dans le département de la Lozère, en France.

## Historique
Petite église romane de la fin du 11e siècle. 
L'édifice est classé au titre des monuments historiques en 1932.